# Randal Kolo Muani
Randal Kolo Muani (sinh ngày 5 tháng 12 năm 1998) là một cầu thủ bóng đá chuyên nghiệp người Pháp hiện đang thi đấu ở vị trí tiền đạo cho câu lạc bộ Ligue 1 Paris Saint-Germain và đội tuyển bóng đá quốc gia Pháp.

## Đầu đời và đời tư
Randal Kolo Muani sinh ngày 5 tháng 12 năm 1998 tại Bondy, Seine-Saint-Denis. Anh mang cả quốc tịch Pháp và Congo.

## Sự nghiệp câu lạc bộ

### Nantes
Vào thời niên thiếu, Kolo Muani đã chơi cho một số đội bóng ở Paris, bao gồm Villepinte, Trembley và US Torcy. Trong cùng thời gian đó, anh cũng đã tập luyện với các đội bóng Ý Vicenza và Cremonese trước khi gia nhập lò đào tạo trẻ của Nantes vào năm 2015. Kolo Muani lần đầu tiên được gọi vào đội một của Nantes vào ngày 12 tháng 2 năm 2017 trong trận đấu với Marseille. Vào ngày 4 tháng 6 năm 2018, anh đã ký hợp đồng chuyên nghiệp đầu tiên với Nantes, câu lạc bộ thời thơ ấu của mình. Anh ra mắt trận chuyên nghiệp đầu tiên của mình trong trận thua 0–3 Saint-Étienne tại Ligue 1 vào ngày 30 tháng 11 năm 2018. Vào ngày 21 tháng 1 năm 2019, anh đã có trận đá chính đầu tiên trong trận thua 0–1 trước Angers.
Kolo Muani rời Boulogne sau một mùa giải cho mượn và trở lại Nantes trong mùa giải 2020–21. Anh đã ghi bàn thắng đầu tiên cho Les Canaris trong chiến thắng 3–1 trước Brest. Mặc dù anh đã ghi 9 bàn và tạo nhiều pha kiến tạo sau 37 lần ra sân, nhưng câu lạc bộ đã có một mùa giải đầy thử thách và kết thúc ở vị trí thứ mười bảy. Vì vị trí đó, họ đã phải tham gia trận play-off thăng hạng/xuống hạng của Ligue 1 gặp Toulouse, đội thắng trận play-off của Ligue 2. Trong trận play-off, Kolo Muani ghi một bàn sau hai trận để giúp Nantes tránh xuống hạng. Trong mùa giải tiếp theo, Kolo Muani đã có một màn trình diễn xuất sắc khác sau khi ghi 12 bàn và có 5 pha kiến tạo sau 37 lần ra sân. Anh cũng đã giành được danh hiệu đầu tiên với câu lạc bộ, Cúp bóng đá Pháp 2021–22.

#### US Boulogne (mượn)
Vào tháng 8 năm 2019, Kolo Muani gia nhập Boulogne theo hợp đồng cho mượn kéo dài một mùa giải. Vào ngày 30 tháng 8, anh đã xuất hiện lần đầu tiên cùng câu lạc bộ trong trận đấu Championnat National với Avranches và anh đã ghi bàn đầu tiên cho câu lạc bộ vào ngày 21 tháng 2 năm 2020. Tại Boulogne, anh đã thể hiện tài năng của mình và đóng góp 3 bàn thắng và 5 đường kiến tạo, giúp câu lạc bộ đạt vị trí thứ 3 trên bảng xếp hạng ở giải đấu đã kết thúc sớm do đại dịch COVID-19.

### Eintracht Frankfurt
Vào ngày 4 tháng 3 năm 2022, câu lạc bộ Bundesliga Eintracht Frankfurt đã ký hợp đồng với Kolo Muani theo một thỏa thuận trước khi hợp đồng với Nantes của anh hết hạn. Anh đã ký hợp đồng 5 năm với câu lạc bộ này. Vào ngày 26 tháng 10 năm 2022, anh đã ghi bàn thắng đầu tiên tại UEFA Champions League trong chiến thắng 2–1 trước Marseille cho đội và vào ngày 1 tháng 11, anh đã ghi bàn thắng quyết định trong chiến thắng 2–1 trên sân khách trước Sporting CP để đảm bảo câu lạc bộ của anh đủ điều kiện lọt vào vòng loại trực tiếp lần đầu tiên trong kỷ nguyên Champions League.
Vào ngày 7 tháng 2 năm 2023, Kolo Muani ghi cú đúp đầu tiên tại DFB-Pokal trong chiến thắng 4–2 trên sân nhà trước Darmstadt. Mười một ngày sau, anh đã ghi bàn thắng thứ 10 tại Bundesliga vào lưới Werder Bremen. Vào ngày 4 tháng 4, anh đã ghi một cú đúp trong 93 giây trong chiến thắng 2–0 trước Union Berlin vào tứ kết DFB-Pokal. Trong mùa giải đầu tiên ở Bundesliga, Kolo Muani đã ghi 15 bàn và có 11 đường kiến tạo, giúp anh trở thành cầu thủ ghi bàn nhiều thứ ba và kiến tạo nhiều thứ hai của giải đấu.
Vào ngày 29 tháng 8 năm 2023, trong một cuộc phỏng vấn với Sky Deutschland, Kolo Muani đã công khai tiết lộ rằng câu lạc bộ Ligue 1 Paris Saint-Germain (PSG) đã đưa ra "pha chiêu mộ kỷ lục" để ký hợp đồng với anh và anh đã tuyên bố rằng anh "muốn chuyển đến Paris" sau khi thông báo cho các giám đốc của Eintracht Frankfurt về mong muốn rời câu lạc bộ của anh. Sau đó, anh đã từ chối tập luyện cùng Frankfurt và bị loại khỏi đội hình cho trận đấu gặp Levski Sofia. Giám đốc thể thao Markus Krösche đã lên án hành vi của Kolo Muani và ông đã nói rằng điều đó "không ảnh hưởng gì đến hoạt động kinh doanh chuyển nhượng".

### Paris Saint-Germain
Vào ngày 1 tháng 9 năm 2023, câu lạc bộ Ligue 1 Paris Saint-Germain đã ký hợp đồng với Kolo Muani với giá 90 triệu euro bao gồm cả tiền thưởng được báo cáo. Anh gia nhập câu lạc bộ này theo hợp đồng 5 năm. Vào ngày 15 tháng 9, Kolo Muani có trận ra mắt cho PSG với tư cách là cầu thủ vào sân thay người trong trận thua 3–2 trước Nice. Tại trận đấu này, anh đã kiến tạo bàn thắng thứ hai cho Kylian Mbappé. Anh đã ra mắt tại Champions League cho đội và lần đầu đá chính cho câu lạc bộ trong chiến thắng 2–0 trước Borussia Dortmund bốn ngày sau đó. Vào ngày 24 tháng 9, Kolo Muani đã ghi bàn thắng đầu tiên cho PSG trong chiến thắng 4–0 trước đối thủ Marseille tại trận derby Le Classique. Cũng tại trận đó, anh đã kiến tạo bàn thắng thứ hai cho Gonçalo Ramos trong cùng trận đấu. Vào ngày 25 tháng 10, Kolo Muani đã ghi bàn thắng đầu tiên tại Champions League cho PSG trong chiến thắng 3–0 trước AC Milan tại vòng bảng.

## Sự nghiệp quốc tế
Kolo Muani từng là tuyển thủ trẻ của Pháp. Anh từng thi đấu cho đội tuyển U-21 quốc gia và Olympic của anh.
Vào ngày 15 tháng 9 năm 2022, Kolo Muani lần đầu tiên được gọi lên đội tuyển quốc gia Pháp cho hai trận đấu tại UEFA Nations League. Vào ngày 16 tháng 11 năm 2022, anh đã thay thế Christopher Nkunku trong đội hình tham dự FIFA World Cup của Pháp sau khi Nkunku buộc phải rút lui vì chấn thương. Vào ngày 14 tháng 12, Kolo Muani ghi bàn thắng đầu tiên cho Pháp trong trận bán kết với Maroc tại FIFA World Cup 2022 sau một cú sút chệch hướng của Kylian Mbappé. Ngoài ra, anh cũng trở thành cầu thủ vào sân thay người ghi bàn nhanh thứ ba tại World Cup, sau 44 giây, chỉ sau Richard Morales và Ebbe Sand. Trong trận chung kết với Argentina, anh đã giành được một quả phạt đền được chuyển thành bàn thắng bởi Kylian Mbappé, sau đó ghi bàn trong loạt sút luân lưu kết thúc với Pháp thất bại 4–2. Trong trận đấu, đã qua phút thứ 120 và đến phút bù giờ cuối cùng trước loạt luân lưu, Kolo Muani đã có cơ hội ghi bàn thắng vượt lên dẫn trước và có khả năng giành chức vô địch World Cup cho Pháp, nhưng cú sút đã bị thủ môn Emiliano Martínez cản phá bằng chân khi đối mặt.

## Hồ sơ cầu thủ

### Phong cách thi đấu
Phong cách chơi bóng của Kolo Muani được so sánh với tiền đạo huyền thoại người Pháp Thierry Henry. Giống như Henry, Kolo Muani bắt đầu sự nghiệp của mình với tư cách là một cầu thủ chạy cánh nổi tiếng với tốc độ và sự lắt léo, nhưng cuối cùng chuyển sang vị trí trung phong. Cả hai cầu thủ đều có chiều cao tương tự nhau, khoảng 1,87 m và sở hữu thể hình vạm vỡ. Phong cách rê bóng chậm chạp và tốc độ ấn tượng của Kolo Muani cũng gợi nhớ đến phong cách chơi bóng của Henry, đặc biệt là trong những ngày còn trẻ. Anh có sức mạnh vượt trội với trái bóng và một cách tiếp cận trận đấu vui tươi có thể khiến các hậu vệ phải theo sau anh ta.
Huấn luyện viên đội tuyển quốc gia Pháp, Didier Deschamps, thừa nhận nhiều phẩm chất của Kolo Muani và mô tả anh là một cầu thủ có sự hiện diện đáng kể, chạy từ phía sau từ sâu và có khả năng dứt điểm tốt.
Huấn luyện viên trưởng của Eintracht Frankfurt, Oliver Glasner, đã ca ngợi tốc độ, kỹ năng tắc bóng, rê bóng và dứt điểm của Kolo Muani và đồng thời lưu ý rằng anh là một tài sản của đội.
Markus Krösche, thành viên hội đồng thể thao của Frankfurt, bày tỏ sự phấn khích đối với tiềm năng của Kolo Muani, nói rằng tốc độ, sức mạnh, kỹ năng dứt điểm và sự linh hoạt trong chiến thuật của anh là những phẩm chất mà đội bóng cần. Ngoài ra, ông đã lưu ý thêm rằng tiềm năng của Kolo Muani đã thu hút sự quan tâm của nhiều câu lạc bộ và đội rất vui khi Kolo Muani đã thực hiện các bước tiếp theo của mình với đội.

## Thống kê sự nghiệp

### Câu lạc bộ
Tính đến 19 tháng 5 năm 2024
| Câu lạc bộ          | Mùa giải            | Giải vô địch           | Giải vô địch | Giải vô địch | Cúp quốc gia | Cúp quốc gia | Châu lục | Châu lục | Khác | Khác | Tổng cộng | Tổng cộng |
| Câu lạc bộ          | Mùa giải            | Hạng đấu               | Trận         | Bàn          | Trận         | Bàn          | Trận     | Bàn      | Trận | Bàn  | Trận      | Bàn       |
| ------------------- | ------------------- | ---------------------- | ------------ | ------------ | ------------ | ------------ | -------- | -------- | ---- | ---- | --------- | --------- |
| Nantes B            | 2015–16             | CFA                    | 1            | 0            | —            | —            | —        | —        | —    | —    | 1         | 0         |
| Nantes B            | 2016–17             | CFA                    | 21           | 8            | —            | —            | —        | —        | —    | —    | 21        | 8         |
| Nantes B            | 2017–18             | Championnat National 3 | 21           | 6            | —            | —            | —        | —        | —    | —    | 21        | 6         |
| Nantes B            | 2018–19             | Championnat National 2 | 17           | 3            | —            | —            | —        | —        | —    | —    | 17        | 3         |
| Nantes B            | 2019–20             | Championnat National 2 | 1            | 0            | —            | —            | —        | —        | —    | —    | 1         | 0         |
| Nantes B            | 2020–21             | Championnat National 2 | 1            | 0            | —            | —            | —        | —        | —    | —    | 1         | 0         |
| Nantes B            | Tổng cộng           | Tổng cộng              | 62           | 17           | —            | —            | —        | —        | —    | —    | 62        | 17        |
| Nantes              | 2018–19             | Ligue 1                | 6            | 0            | 0            | 0            | —        | —        | 0    | 0    | 6         | 0         |
| Nantes              | 2020–21             | Ligue 1                | 37           | 9            | 1            | 0            | —        | —        | 2    | 1    | 40        | 10        |
| Nantes              | 2021–22             | Ligue 1                | 36           | 12           | 5            | 1            | —        | —        | —    | —    | 41        | 13        |
| Nantes              | Tổng cộng           | Tổng cộng              | 79           | 21           | 6            | 1            | —        | —        | 2    | 1    | 87        | 23        |
| Boulogne (mượn)     | 2019–20             | Championnat National   | 14           | 3            | —            | —            | —        | —        | —    | —    | 14        | 3         |
| Eintracht Frankfurt | 2022–23             | Bundesliga             | 32           | 15           | 6            | 6            | 7        | 2        | 1    | 0    | 46        | 23        |
| Eintracht Frankfurt | 2023–24             | Bundesliga             | 2            | 1            | 1            | 1            | 1        | 1        | —    | —    | 4         | 3         |
| Eintracht Frankfurt | Tổng cộng           | Tổng cộng              | 34           | 16           | 7            | 7            | 8        | 3        | 1    | 0    | 50        | 26        |
| Paris Saint-Germain | 2023–24             | Ligue 1                | 26           | 6            | 3            | 2            | 10       | 1        | 1    | 0    | 40        | 9         |
| Tổng cộng sự nghiệp | Tổng cộng sự nghiệp | Tổng cộng sự nghiệp    | 215          | 63           | 16           | 10           | 18       | 4        | 4    | 1    | 253       | 78        |

1. ↑  Bao gồm Coupe de France và DFB-Pokal
2. ↑  Ra sân tại Play-off thăng hạng/xuống hạng Ligue 1
3. ↑  Ra sân tại UEFA Champions League
4. ↑  Ra sân tại UEFA Super Cup
5. ↑  Ra sân tại UEFA Europa Conference League
6. ↑  Ra sân tại UEFA Champions League
7. ↑  Ra sân tại Trophée des Champions

### Quốc tế
Tính đến 9 tháng 7 năm 2024
| Đội tuyển quốc gia | Năm       | Trận | Bàn |
| ------------------ | --------- | ---- | --- |
| Pháp               | 2022      | 5    | 1   |
| Pháp               | 2023      | 8    | 1   |
| Pháp               | 2024      | 9    | 3   |
| Tổng cộng          | Tổng cộng | 22   | 5   |

Tỷ số của Pháp được liệt kê đầu tiên, cột tỷ số cho biết tỷ số sau mỗi bàn thắng của Kolo Muani.
| # | Ngày                 | Địa điểm                                                 | Trận | Đối thủ     | Tỷ số | Kết quả | Giải đấu                 |
| - | -------------------- | -------------------------------------------------------- | ---- | ----------- | ----- | ------- | ------------------------ |
| 1 | 14 tháng 12 năm 2022 | Sân vận động Al Bayt, Al Khor, Qatar                     | 4    | Maroc       | 2–0   | 2–0     | FIFA World Cup 2022      |
| 2 | 21 tháng 11 năm 2023 | Sân vận động Agia Sophia, Athens, Hy Lạp                 | 13   | Hy Lạp      | 1–0   | 2–2     | Vòng loại UEFA Euro 2024 |
| 3 | 26 tháng 3 năm 2024  | Sân vận động Vélodrome, Marseille, Pháp                  | 15   | Chile       | 2–1   | 3–2     | Giao hữu                 |
| 4 | 9 tháng 6 năm 2024   | Sân vận động Saint-Symphorien, Longeville-lès-Metz, Pháp | 17   | Luxembourg  | 1–0   | 3–0     | Giao hữu                 |
| 5 | 9 tháng 7 năm 2024   | Allianz Arena, Munich, Đức                               | 22   | Tây Ban Nha | 1–0   | 1–2     | UEFA Euro 2024           |

## Danh hiệu

### Câu lạc bộ
Nantes
- Coupe de France: 2021–22[53]

Paris Saint-Germain
- Ligue 1: 2023–24[54]
- Coupe de France: 2023–24[55]
- Trophée des Champions: 2023,[56] 2024[57]

### Đội tuyển quốc gia
- FIFA World Cup á quân: 2022[58]

### Cá nhân
- Đội hình tiêu biểu Bundesliga: 2022–23[59]
- Vua phá lưới Cúp bóng đá Đức (DFB-Pokal): 2022–23
- Đội hình tiêu biểu VDV Bundesliga: 2022–23[60]
- Tân binh VDV Bundesliga: 2022–23[60]